# Шевратт
Шевратт (фр. Chevratte) — бельгийский ручей, протекающий через бельгийский Люксембург, относится к бассейну Мааса. Длина реки — 25,4 километров, площадь водосборного бассейна — 57,85 км².
Исток расположен в Бельфонтене, в коммуне Тентиньи; впадает в реку Тон у Дампикура в коммуне Рувруа.
На Шевратт расположен Мекс-деван-Виртон.

## Биоразнообразие
В Шевратт водится охраняемый вид рыб: обыкновенный подкаменщик. В Шевратт разрешена ловля форели, гольяна и пескаря.
Долина Шевратт, площадью 179,47 га, известна известковым туфом. Растительный мир долины Шевратт хорошо изучен. В долине обитают охраняемые виды насекомых: перламутровка малая, червонец непарный и кордулегастер двузубчатый.